# Travailleur social
Le travailleur social (TS) est une personne dont le métier est d'œuvrer dans le domaine de l'action sociale et de la santé sociale au sens large. Il se retrouve en première ligne pour comprendre, guider, aider ses usagers et répondre à leurs besoins.
Le travailleur social doit se conformer à un ensemble de missions définies par l'institution qui l'emploie, soit dans le but d'aider la personne dans les actes de la vie quotidienne soit dans le but de faciliter l'insertion de la personne accompagnée, en respectant ses droits, comme le libre développement de sa personnalité et le libre choix de son métier garantis par la Déclaration universelle des droits de l'homme (art. 22 et art. 23). La fonction du travailleur social fait partie du domaine du travail social dont la visée ultime est la protection des personnes en situation de vulnérabilité (pauvreté économique, handicap, isolement social, délinquance, âge jeune ou avancé, exploitation, violence, etc.). La majorité des travailleurs sociaux œuvrent dans des organisations publiques et institutionnelles (services sociaux).
Les définitions en anglais expriment l'importance dans le travail social de la communauté et de la capacité de libération des personnes ou de la communauté. Les sociologues, pour parler de cette capacité, utilisent le terme anglais d'empowerment (le fait de donner le pouvoir d'agir), au Québec autonomisation. Ceci est dû aux dimensions sociétales différentes entre les cultures anglo-saxonne et francophone.

## Histoire
Sous l'Ancien Régime, la charité d'une part et l'enfermement d'autre part sont toute l'action sanitaire et sociale. Son histoire est d'abord la question de sa spécificité par rapport au soin (sa sécularisation et sa professionnalisation) et par rapport à la prison ou l'asile.
Le travail social naît de la prise de conscience de la nécessité de la protection des enfants et des femmes au travail au cours du XIXe siècle. Pour la France, on prend la création de l'école des surintendantes en 1919 comme référence de la naissance du travail social.
Depuis la fin des Trente Glorieuses, la pauvreté cessait de diminuer,, d'où un élargissement de missions du travail social à des publics de plus en plus larges et nombreux, y compris les personnes âgées avec des faibles retraites. Il passe de la prise en charge à l'accompagnement en même temps que son champ s'élargit.

## Travailleur social en France

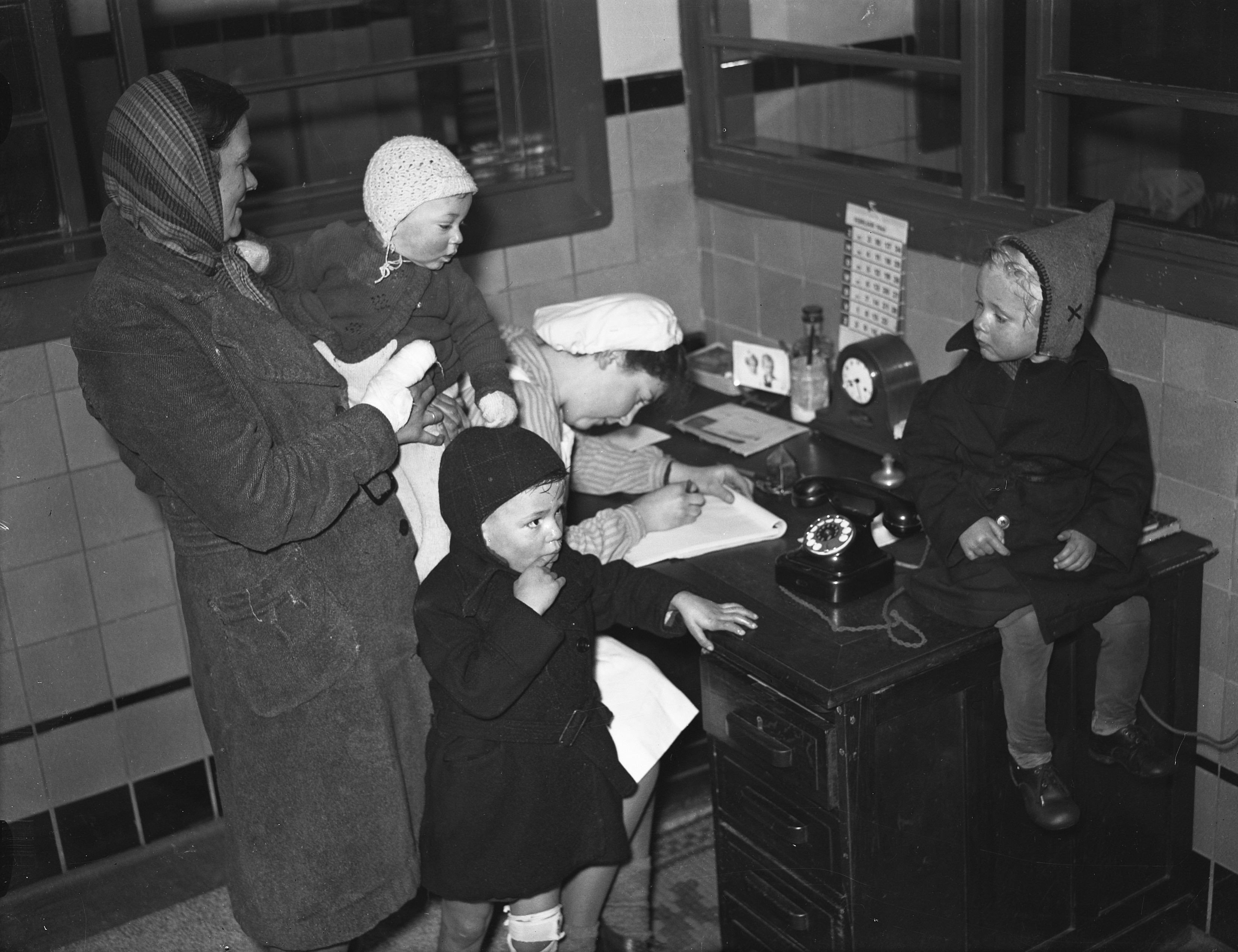
Un centre de soins pour enfants aux Pays-Bas en 1946.

La France a une particularité avec la laïcité républicaine à la suite de la loi de 1905, et a développé un service public ou parapublic (associatif) non confessionnel important. Les Églises sont moins présentes. Dans un pays comme l'Allemagne, le contribuable y paye des impôts pour l'Église de son choix, la tradition de l'intervention sociale veut que les Églises soient très présentes dans le travail social. La France et l'Allemagne ont construit un modèle social "rhénan" dans lequel la solidarité s'exprime au travers de l'État-providence, même si la crise actuelle de la dette de l'Euro met à mal ce modèle, il reste beaucoup plus développé que dans le monde anglo-saxon.
Le travail social communautaire peut être entendu soit comme un travail social local, comme le développement social urbain qui s'adresse à tous les habitants du quartier par exemple, ou comme un travail spécifique en direction de personnes à la fois habitants du même lieu géographique mais aussi formant une communauté de destin (car ils ont les mêmes origines, la même culture). En France, la relégation sociale, l'absence de mixité sociale, en banlieue, font que la question sociale sur l'immigration, la délinquance des jeunes de la seconde génération, brouillent la vision d'un travail social identique pour tous, à partir du moment où les services publics ne sont plus présents dans les quartiers de relégation (banlieue ghetto).
Le Développement social urbain (DSU) même s'il pas de financement pérenne est le secteur de travail social qui crée les nouveaux métiers du social et les nouvelles dynamiques sur l'action politique et sociale du fait même que son approche philosophique fait de l'usager un partenaire de l'intervention sociale, pas uniquement un bénéficiaire.
La France, la Belgique et les Pays-Bas sont souvent considérés comme des modèles de transition, avec une tendance continentale pour les deux premières (et une nuance méditerranéenne en France), et une tendance davantage libérale aux Pays-Bas. L’influence de l’Angleterre se fait sentir en France dès l’origine du travail social en tant que profession sous l'impulsion des protestants et de la philanthropie. L'Europe au travers du fonds social européen et du Droit européen est un facteur important d'une harmonisation en Europe. La France a une tradition centralisatrice, avec une intervention importante de l'État organisant l'ensemble de l'action sociale et du travail social, même après la décentralisation. Le travail social est une intervention de service public, même quand ce service est rendu par une association, cette association ayant la plupart du temps une délégation de service public par convention, habilitation, agrément… C'est moins le cas dans les pays où le poids du pouvoir local est plus important. En Allemagne, pays fédéral, une grande partie du travail social relève des Länder.

### Fonctions et métiers

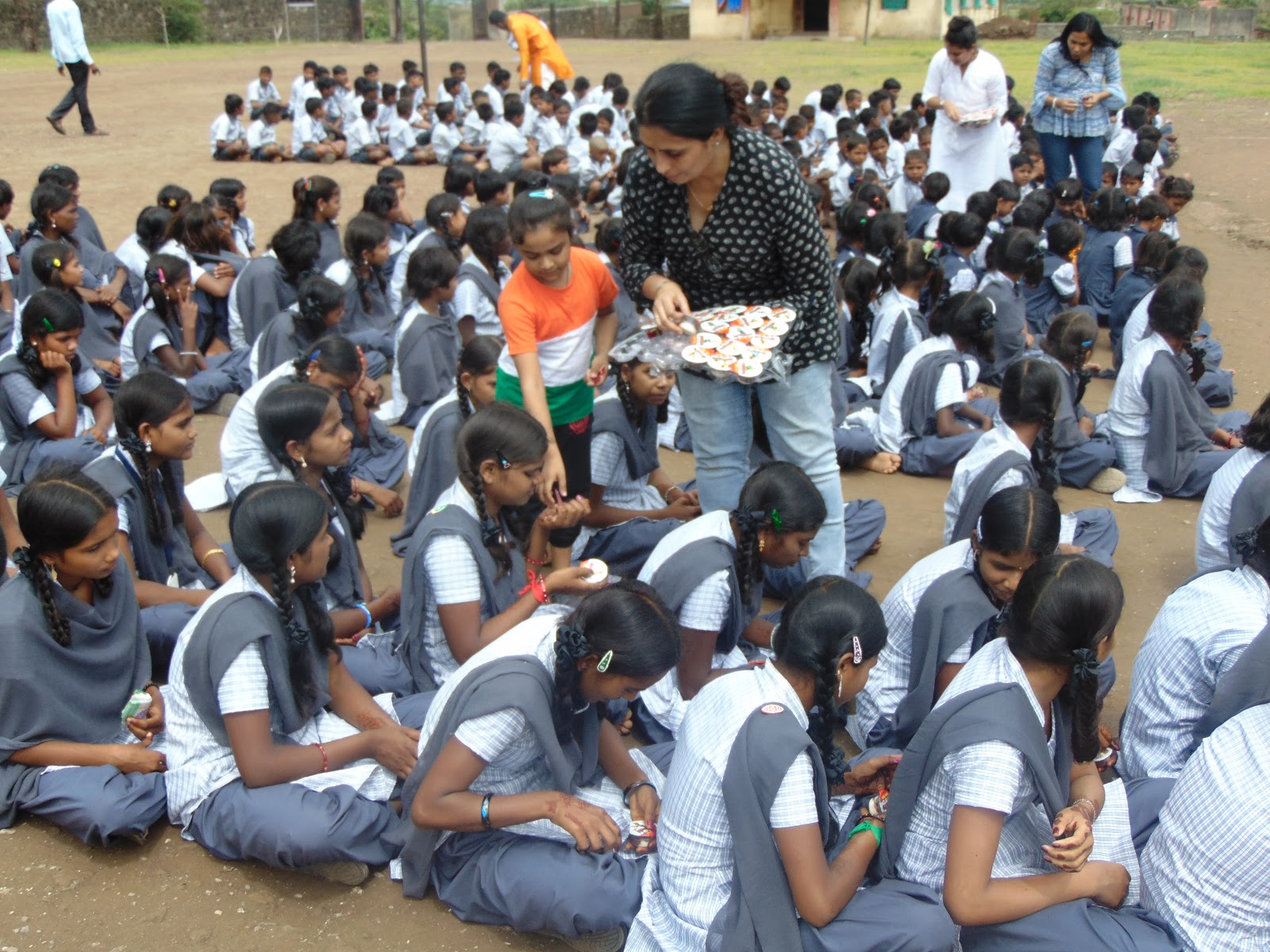
Des travailleurs sociaux dans une école de Pune (en Inde) en 2017.

Le travailleur social est un terme générique qui englobe de nombreuses professions de l'aide ou de l'accompagnement, majoritairement les professionnels sont formés dans des centres de formation reconnus par le ministère de la solidarité ou/et le secrétariat d'État de la jeunesse.
Plusieurs professions dominent dans ce champ du travail social, l’assistant de service social, l’éducateur dont l'éducateur spécialisé, l'animateur socioculturel, le moniteur éducateur, le conseiller en Économie Sociale Familiale et également un peu moins connu comme le surveillant accompagnant de nuit en secteur social, médico-social et sanitaire (depuis l'évolution et la création du référentiel métier du 11 mars 2020).

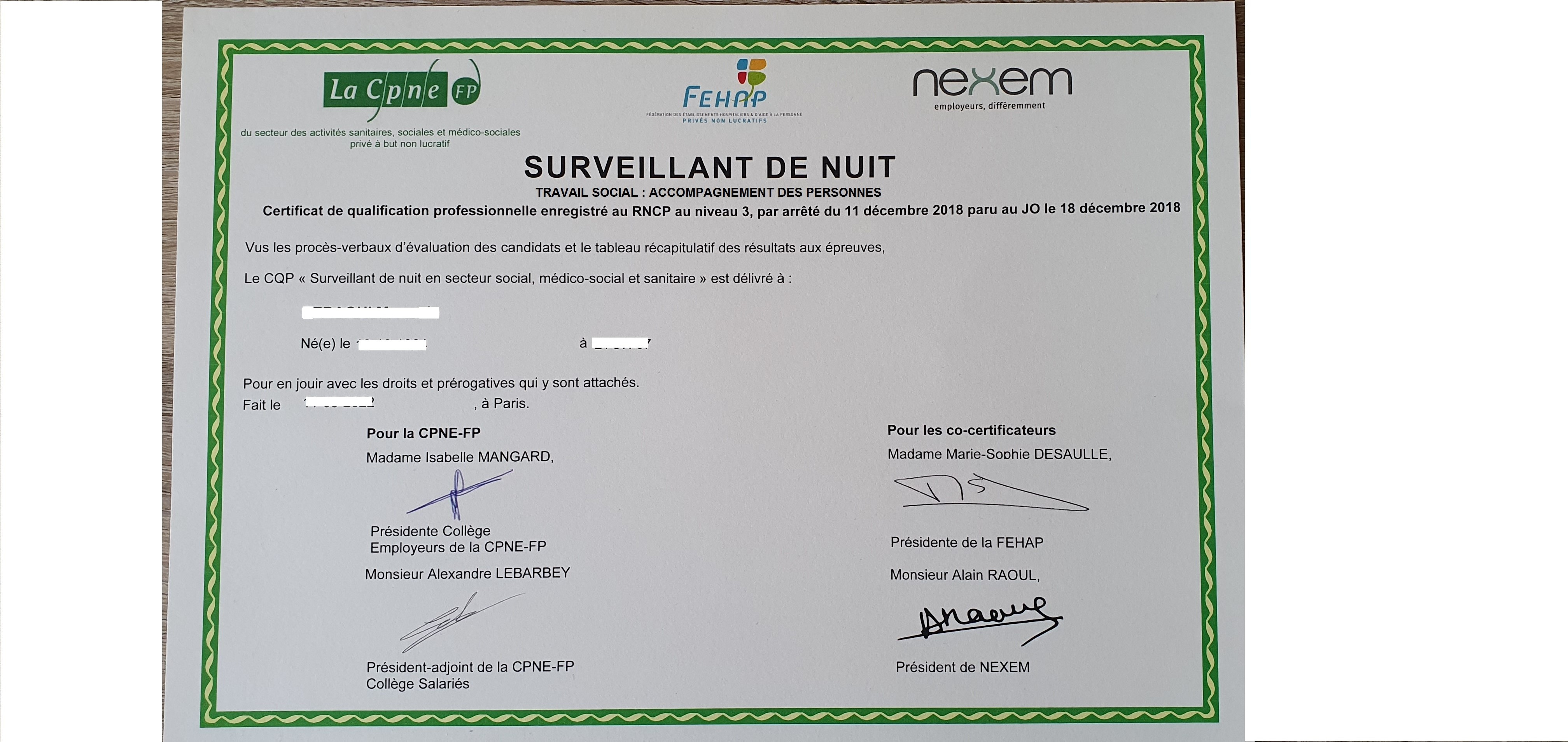
Diplôme "CQP" Surveillant accompagnant de nuit en secteur social, médico-social et sanitaire

L'aide correspond à une vision traditionnelle du travail social, il s'exerce encore en institution pour des publics ayant un handicap ou des jeunes enfants ou des jeunes délinquants, ou une incapacité liée à l’âge. C'est le secteur médico-social et certains équipements sociaux (exemple : foyer de jeunes travailleurs). L'accompagnement social s'exerce plutôt en milieu ouvert, ou dans les collectivités publiques, ou dans l'environnement de l'usager, par exemple en prévention spécialisée.
Le travail social, s'est vu concurrencé par de nouvelles pratiques soit de l'ordre du consulting - coaching soit du développement social, par exemple : Femmes relais en intermédiation culturelle. L'activité du travailleur social s'exerce soit en collectivité publique ou en organisme public (État, conseils départementaux, communes, CAF, hôpital public [secteur médico-social, budget annexe des hôpitaux]…) soit pour un employeur privé généralement une association loi de 1901. Dans cette situation l'organisme privé exerce une délégation de service public. Une convention avec la puissance publique détermine le champ et le type d’usagers bénéficiaires de cette intervention.
Le champ d'intervention du travail social associatif est inclus dans ce que l'on nomme le tiers secteur. Toutefois son activité s'adresse majoritairement aux publics en difficulté financière et/ou sociale ou marginalisés ou handicapés ou ayant une incapacité liée à l'âge (conseiller APA et EHPAD (maison de retraite)).
À partir des années 1990, se met en place une démarche qualité. Cette démarche s'appuie sur la culture de l'évaluation, non seulement quantitative mais également qualitative. Le projet éducatif individualisé, le contrat d'insertion du RMI sont des exemples d'une approche plus qualitative. On passe d'une logique de la prise charge à long terme à une logique de l'accompagnement social à court terme sous les effets de trois phénomènes :
- La critique de l'enfermement et de relégation dans les institutions spécialisées, exprimée par l'Antipsychiatrie, la psychothérapie institutionnelle
- L'élargissement du travail social en direction de publics de plus en plus nombreux RMI, mission locale, surendettement, sous l'effet de la fin des Trente Glorieuses et du chômage de masse
- La volonté politique de contenir les coûts du travail social, la RGPP, Révision générale des politiques publiques est la logique de la rationalisation des choix budgétaires des années 1976/1980 (plans de rigueur I, II, III, dit plans Barre).

L'accompagnement à court terme financé sur projet va de pair avec la recherche d'un résultat rapide. Cette vision court-termiste peut confiner à l'absurde : par exemple le financement de l'accueil hivernal des SDF, renvoyés à la rue dès les beaux jours, contraint le travailleur social à interrompre son intervention. La personne sans domicile se trouvant dans l'urgence de la survie, est du coup incapable de construire tout projet d'insertion. La crise du SAMU Social d'août 2011 est tout à fait parlante sur ce point.
Les frontières sont floues entre d'une part les métiers du conseil, psychologue, conseiller en insertion qui peuvent avoir aussi une dimension d'accompagnement du projet personnel de l'usager et les métiers de l'aide qui vont du nursing à l'animation en institution ou au domicile de l'usager. Par exemple en Maison d'accueil spécialisée, le contenu des tâches est souvent identique entre l'aide-soignant et l'aide médico-psychologique l'aide soignant étant classé dans les fiches ROME comme un métier du soin et l'aide médico-psychologique comme un métier du travail social. Le travailleur social intervient auprès des personnes, des familles, des groupes, parfois au sein d'établissements ou de collectivités, voire de communautés. Il peut servir de guide, de professeur de confident, etc. Sa mission est d'améliorer la situation des personnes auprès de qui il intervient, par exemple en lui fournissant du soutien ou des outils. Par ses conseils ou par les projets qu'il met en place, il cherche à prévenir les inégalités d'accès aux biens et aux services, à faciliter l’adaptation d’individus à leur environnement et à résoudre ou réduire certaines difficultés d’ordre social. Il aide à clarifier les besoins des personnes, à cerner la source de leurs problèmes, à trouver et à mettre en œuvre les solutions qui leur conviennent, à faire valoir leurs droits, à effectuer des changements sociaux et à influencer les politiques sociales.
La philosophie de l'intervention (de l'aide) est en évolution. Traditionnellement le TS conseille. Aujourd'hui il accompagne c'est-à-dire qu'il permet à la personne qui sollicite son aide l'émergence du projet de la personne elle-même. Cette évolution marque le passage de la prise en charge à l'accompagnement social. Réaliser cet accompagnement demande de ne pas vouloir pour l'autre. Vouloir pour la personne aidée c'est mettre en avant son propre désir et non permettre l'émergence de désir personnel chez la personne que l'on accompagne. On voit comment l'accompagnement est influencé par la psychanalyse, l'analyste ne veut rien pour l'analysant (que l'on ne nomme donc plus "l'analysé") , sinon ce n'est plus de la psychanalyse. Cette position dans l'accompagnement est naturellement difficile même pour un TS expérimenté à réaliser, car la posture naturelle de l'aidant c'est le conseil : tu devrais faire cela, ou cela. L'adage veut que les parents sont les dernières personnes à qui l'adolescent va demander conseil, alors qu'ils l'ont aidé durant toute son enfance. On voit ainsi même dans une situation en face à face dans l'accompagnement, le travail en équipe et la supervision ont un rôle d'élucidation dans l'accompagnement social.[réf. nécessaire]
On peut également distinguer deux autres axes dans l'accompagnement le premier centré sur la personne, sa demande, son problème. Ou une approche qui tient compte du contexte social de la personne, que ce soit dans son milieu de travail, familial, son entourage, voire sa communauté. L'approche communautaire est souvent pratiquée par les animateurs sociaux-culturel ainsi que l'accompagnement collectif et individuel dans les accueils collectifs de mineurs à caractère éducatif (ACM) : structure de l'animation socioculturelle et socio-éducative.
Lorsque le TS peut s'appuyer dans son accompagnement sur la supervision d’un thérapeute conjugal et familial éclaire le travail du TS par l’approche systémique, qu'il offre à l'équipe.
En travaillant en étroite collaboration les ''systhémiciens'' sont ainsi en mesure d’intervenir à la fois sur le problème, sur ses effets et sur ses origines. Cette approche procure des résultats à ce point intéressants, qu’elle est de plus en plus utilisée par d’autres professionnels. La psychothérapie, le counseling, le coaching et l’intervention familiale, la relation d’aide et la réadaptation psychosociale, font partie des types d’interventions pour lesquels les travailleurs sociaux et les thérapeutes conjugaux et familiaux exerçant en pratique autonome ont été formés et qu’ils sont en mesure d’offrir. Le travailleur social peut également être accrédité comme médiateur familial. Sa pratique se base sur des principes d’autodétermination, de réduction des inégalités sociales, d’amélioration de la qualité de vie et de défense des droits. Ceci pour tendre à une société où chacun aurait pleinement sa place en rendant les individus acteurs de leur propre développement personnel.

### Limites d'action
Le sentiment d'impuissance ne manque pas d'occasions pour naître et se développer quand le travailleur social est confronté à des personnes toujours plus nombreuses et/ou aux difficultés toujours plus grandes. La collaboration de diverses compétences, autant que la mise en réseau des intervenants et des institutions, diminuent son isolement et l'approche partielle qu'il peut avoir du fait de sa spécialité. Dans un contexte social critique, face à des situations de détresse profonde, le travailleur social peut avoir le sentiment de « bricoler » et même d'être instrumentalisé : « Nous posons seulement des cataplasmes pour que les gens n'explosent pas ».
La variabilité des priorités politiques, produit un empilement des mesures qui transforme parfois l'intervention en un grand maquis juridique dans lequel le bénéficiaire complètement perdu doit s'appuyer sur l'expertise du TS pour comprendre. Exemple la réforme de la justice des mineurs en 2007 (protection de l'enfance en France). Le TS lui-même peut se démobiliser face à ces évolutions. À ceci s'ajoute le fait que le travail social est perçu comme un coût, une charge sur les finances publiques… Enfin il faut ajouter quelquefois la concurrence dans et entre les institutions… Tout ceci au quotidien peut remettre en question l'idéal (le feu sacré) et les possibilités de le voir se concrétiser valablement.
La solidarité publique est financée par l’impôt et les cotisations sociales. En France, le travail social est directement ou indirectement financé de cette manière (loi de finance, ONDAM, budget du conseil départemental, budget communal). De ce fait son financement, ses modes d'intervention sont au centre du débat politique dans l'ensemble des pays européens et nord-américains. L'évaluation permet de produire une approche de qualité dans laquelle l'usager donne son avis sur son accompagnement. Une pure vision comptable du coût de la prise en charge provoque l'usure et le découragement du professionnel, parce que son engagement déontologique et d'éthique est dévalué comme simple facteur de coûts.
Plusieurs chartes forment un ensemble de règles déontologiques qui structurent le soin et le prendre soin et naturellement le travail social. Au-delà des règles l'éthique est une réflexion sur l'application de ces normes à des situations concrètes que rencontrent le personnel des services et établissements qui accompagnent les usagers des équipements où ils exercent. La démarche éthique devient centrale dans la prise en charge et l'accompagnement au point que cette démarche est un des enjeux de l'évaluation et de l'accréditation des établissements et services.
L'Agence nationale d'accréditation et d'évaluation en santé et l'Agence nationale de l'évaluation et de la qualité des établissements et services sociaux et médico-sociaux Anesm, participent pleinement au conventionnement des structures de soin et équipements médico-sociaux

### Lieux d'intervention
L'ensemble de l'intervention relève de la direction générale de la Cohésion sociale au sein du ministère chargé des affaires sociales, actuellement le ministère du Travail, des Solidarités et de la Santé. Historiquement, l'action sociale dépendait du Ministère de l'Intérieur jusqu'en 1905, comme sous l'Ancien Régime où elle dépendait du Lieutenant de Police. En 1905, les affaires sociales sont de la responsabilité du ministère du Travail.
Les salariés du travail social sont organisés au sein de fédérations rattachées aux confédérations syndicales organisées à la fois en fonction du statut de leur employeur salariés du privé ou agents de la fonction publique (État - Territoriale - Hospitalière)
Pour le privé il existe plusieurs conventions collectives dont les plus importantes sont la CC 51 non lucrative, la CC 66 et la convention "ECLAT" de l'animation socioculturelle et socioéducative.
Certaines professions sont organisées en associations ou syndicats professionnels, Les assistants de service social ANAS et les professions paramédicales (exemple les psychomotriciens, SNUP). Les employeurs ont également leurs associations et syndicats professionnels UNIOPSS, UNAPEI, UFJT. Les établissements sociaux et médico-sociaux sont régis pour leur organisation et fonctionnement par le code de l'action sociale et des familles et pour leur financement par l'Annexe XIV du code. On trouve également des textes spécifiques en fonction de la fonction publique employeur, ou de la nature de la mission de service public par convention (habilitation - agrément - convention) qu'exerce l'établissement ou le service.
L'ensemble des établissements sont contrôlés par les agences régionales de santé (ARS), le territoire national et la coordination entre équipements est organisée en Schéma directeur.
Le contrôle de la qualité est organisé par Agence nationale de l'évaluation et de la qualité des établissements et services sociaux et médico-sociaux ANESM.

#### Collectivités territoriales
- Les communes au travers des CCAS - également en tant qu'actions facultatives des CCAS : Centre municipal de santé[15] (Dispensaires) - Foyer logement pour personnes âgées[16] - Crédit municipal.
- Service enfance/jeunesse de l'animation socioculturelle
- Les départements, au titre de l'aide sociale légale - RSA - handicap : Foyers pour adultes handicapés - maison départementale pour personnes handicapés MDPH - APA Allocation personnalisée d'autonomie à domicile - Prévention spécialisée - Aide sociale à l'enfance - Foyers de l'enfance (ex - orphelinats). Le département intervient souvent en partenariat avec l’État sur convention.

#### Ministère des Solidarités
- Établissements médico-sociaux publics et privés

- Équipements et Services sociaux (Publics marginalisés ou sans domicile fixe CHRS SAMU Social - SAU Service d'accueil d'urgence pour mineurs - Adoma (Sonacotra) accueil réfugiés, travailleurs migrants, français en résidence sociale. CADA- Foyer pour travailleurs migrants
- Foyer, Centre maternel[17]
- ESAT Travail protégé en milieu spécialisé
- Personnes âgées - EHPAD convention Conseil départemental / État / Sécurité sociale
- lieux de vie, constitués en fédération[18]
- FJT Foyer de jeunes travailleurs - Comités locaux pour le logement autonome des jeunes (CLLAJ)[19] - Résidence sociale[6]
- Services sociaux en direction des familles, des malades, des personnes âgées et conventions avec les équipements et associations gestionnaires.
- centres de santé des CPAM
- Centres de Soins soins de suite et de réadaptation et Services médico-sociaux gérés par les UGECAM, une par région[20].

#### Ministère de la Justice
- Administration pénitentiaire. Service pénitentiaire d'insertion et de probation - CSST en milieu carcéral (convention ministère de la santé, Administration pénitentiaire)
- Protection judiciaire de la jeunesse, Foyer éducatif renforcé - centre d'action éducative (convention justice et ministère de la solidarité)- Services éducatifs auprès du tribunal (SEAT)

#### Ministère de la Santé
- Addiction - Centre de soins spécialisés pour toxicomanes (CSST), CCAA Centre de cure pour les addictions et l'alcoolisme - Centre de soins, d'accompagnement et de prévention en addictologie CSAPA. - Équipe de prévention des risques (Prévention Toxicomanie-SIDA)
- Centres de rééducation professionnelle, Centre d'orientation professionnelle
- Centre de ressource maladie rare - centre de ressource Autisme
- Psychiatrie de l'enfant - Centres d'action médico-sociale précoce (CAMSP)
- Services sociaux internes aux Centres hospitaliers

#### Ministère du Travail
- Insertion par l'économique - Association intermédiaire - Entreprise d'insertion
- Atelier protégé - Entreprise Adaptée[21]
- Missions locales pour l'insertion professionnelle et sociale des jeunes - PAIO

#### Autres
- Service social des Armées - ONAC Office national des combattants et des victimes de guerre
- Accueil collectif de mineurs à caractère éducatif (ACM)
- Service social de l'éducation nationale
- Service social de la SNCF

## Travailleur social dans d'autres pays
L'action sociale est une prérogative propre à chaque pays. Les pays occidentaux ont connu un développement très important du professionnalisme, variable cependant en fonction du contexte, social, culturel et politique de chaque pays. Plusieurs auteurs spécialisés,,,, se rejoignent pour distinguer parmi les pays industrialisés plusieurs modèles géographiques (ou types géo-culturels) de services sociaux et de politiques familiales et sociales :
- un modèle dit social-démocrate, dans les pays scandinaves, avec un État-providence très développé à vocation universelle ;
- un modèle dit subsidiaire, ou corporatiste, dans les pays germaniques (Allemagne, Autriche, Suisse alémanique), privilégiant la responsabilité des échelons locaux, le caractère salarial par corps de métier pour la protection sociale, un fort conservatisme dans la répartition des rôles au sein de la cellule familiale, et une implication très forte de l’État dans les responsabilités parentales et la jeunesse (offices de la jeunesse ou Jugendamt);
- un modèle dit libéral, ou individualiste, ou beveridgien, dans les pays anglo-saxons, organisé autour de la référence à un minimum vital pour toute personne travaillant ou non ;
- un modèle dit familialiste, dans les pays méditerranéens, ou la cellule sociale fondamentale et centre organisateur de la solidarité collective est la famille, avec historiquement une implication plus tardive de l’État.

En 1959, les Nations unies définissent le travail social comme étant « une activité visant à aider à l’adaptation réciproque des individus et de leur milieu social, cet objectif est atteint par l’utilisation de techniques et de méthodes destinées à permettre aux individus, aux groupes, aux collectivités de faire face à leurs besoins, de résoudre les problèmes que pose leur adaptation à une société en évolution, grâce à une action coopérative, d’améliorer les conditions économiques et sociales ».
Selon International Federation of Social Workers, la profession d’assistant social ou de travailleur social cherche à promouvoir le changement social, la résolution de problèmes dans le contexte des relations humaines et la capacité et la libération des personnes afin d'améliorer le bien-être général. Grâce à l’utilisation des théories du comportement et des systèmes sociaux, le travail social intervient au point de rencontre entre les personnes et leur environnement. Les principes des droits de l’homme et de la justice sociale sont fondamentaux pour la profession.

### Royaume-Uni
La place de l'État y est beaucoup moins forte. Les travaux de l'école de Chicago, Howard Becker, Saul Alinsky, Erving Goffman notamment, ont fortement influencés la pratique de l'intervention sociale non seulement aux États-Unis mais aussi en Europe y compris en France. Le travail social se définit comme community work c'est-à-dire comme un travail communautaire. Saul Alinsky a écrit un manuel de l'animateur social qui a marqué le développement social des quartiers en France.
Asiles de Goffman, s'inscrit dans l'antipsychiatrieet la critique des institutions d'enfermement. Dans ces institutions il se construit une interaction souterraine (non prévue par le management) entre internés et personnels d'exécution, qui permet aux internés de négocier un espace d'autonomie (de liberté) relative avec le petit personnel.
Dans Stigmate, il montre, comment le handicap est aussi socialement construit, comment il est une identité sociale, comment le stigmatisé peut adopter tout une palette de rôles sociaux pour contrôler l'information qu'il donne de son handicap aux personnes normales. Cacher son handicap, ou revendiquer un statut social à partir de son handicap.
Dans ce dernier rôle il peut se construire une identité fondée sur la lutte pour la reconnaissance culturelle et sociétale dans un groupe d'appartenance, Cette construction de l'identité sociale est au centre de la démarche d'empowerment.

### Allemagne, Autriche et Suisse
Le travail social y a une dimension plus communautaire, plus locale, la communauté en Allemagne (Gemeinschaft) étant la communauté de tous les habitants d'un Kreis, ce qui correspond à une collectivité locale proche du canton en France. En Angleterre et aux États-Unis le social-community correspond à une intervention plus centrée sur la communauté des habitants d'une même origine ethnique ; les quartiers des villes y sont organisés en fonction de l'origine géographique des habitants. (Pour les Américains : Noirs, Hispaniques, Asiatiques, Italiens, Polonais…).
Les pays germaniques (Allemagne, Autriche, Suisse alémanique) sont caractérisés par une structure fédérale, sans loi de séparation entre l'Église et l'État. Le travail social y est par conséquent marqué à la fois par la subsidiarité (implication prioritaire des échelons locaux, la coordination centrale n'intervenant qu'en dernier recours), la délégation au secteur privé, et la confessionnalité. En Allemagne la formation des travailleurs sociaux relèvent des Länder et la responsabilité de l'action sociale des communes (Gemeinde) ou des circonscriptions (Kreise), ce qui crée des disparités géographiques. Les Églises catholique et protestante sont considérées comme des associations de service et à ce titre financées par l'impôt; ce sont d'importants employeurs en Allemagne, essentiellement dans les hôpitaux, les associations de jeunesses - Jugendbewegung -, et dans le secteur du travail social.
Ces associations puissantes, traitant d’égal à égal avec les pouvoirs publics et regroupant une part importante des salariés et des financements du secteur social, caractérisent selon E. Archambault le « modèle rhénan » que l’on retrouve aussi en Autriche, Belgique, Pays-Bas, Suisse. Ces associations en Allemagne sont dites « freie Träger » (responsables privés) de l’aide sociale, agissant aux côtés des pouvoirs publics (Jugendamt notamment) dits « öffentliche Träger » (responsables publics). Six associations accaparent l’essentiel de cette aide privée : trois sont confessionnelles, Caritas pour les catholiques, plutôt au sud du pays, l’Œuvre Diaconale (Diakonisches Werk) de l’église évangélique protestante, plutôt au nord, et l’organisme central des Œuvres Juives d’Allemagne ; l’une est d’origine syndicale, l’Œuvre des Travailleurs ; les deux dernières sont neutres, l’Association paritaire des œuvres sociales et la Croix Rouge. Le financement des actions sur le terrain s’effectue par les communes, qui remboursent aux associations et fondations privées déclarées (« eingetragener Verein » abrégé en « e.V. ») ayant passé convention la part la plus importante (environ 85 %) des dépenses d’aide et de protection de la jeunesse.
À l'échelon local, les offices de la jeunesse (Jugendamt) communs aux trois pays de langue germanique jouent un rôle « de plaque tournante et épicentre » dans le travail social, représentant beaucoup plus que par exemple l'aide sociale à l'enfance en France. Dans la tradition sociale du système à maison, structure familiale historique caractéristique de ces pays, l'interventionnisme de l’État dans les relations parents-enfants reste encore aujourd'hui très marqué, considérant que les familles face à la complexité du monde « ne sont plus en mesure d'accomplir leurs devoirs sans l'aide de systèmes de consultations et de soutiens efficaces ». Cette évolution des conceptions vers une responsabilisation croissante de l'enfant et un simple rôle de partenariat des parents sous contrôle public étroit, est consacrée par l'article 1626 du code civil allemand (Bürgerlisches Gesetzbuch, BGB). En outre, le Jugendamt joue un rôle considérable sur le plan judiciaire, disposant de pouvoirs très étendus à la fois de justice et de police. En Allemagne par exemple, le Jugendamt intervient de manière obligatoire dans toute procédure judiciaire en matière familiale (art.162 de la loi de procédure en matière familiale et gracieuse, FamFG) comme expert sur l'intérêt de l'enfant et comme partie à toute procédure au même titre que les parents (voire à leur place), disposant d’un droit de recours contre toute décision ; il intervient également dans toutes les autres matières civiles (tutelles, adoptions) et dans toute procédure pénale impliquant un mineur; il possède un statut d'officier d’état-civil dans les déclarations sur l’état des personnes (reconnaissances de paternité, déclarations de partage d’autorité parentale pour les enfants nés hors mariage), de tuteur d'office pour le recouvrement de pensions alimentaires, et de police pour le placement d'urgence d’enfants contre la volonté des parents sans décision judiciaire (art.1666 du code civil, art.42 du code social VIII).
Dans les pays germaniques, le travail social dit communautaire (Gemeinwesenarbeit (de)) est largement répandu sous l'influence des Jugendbewegung. il ne s'agit pas de communautés de destin ou ethnique mais comme dans les pays anglo-saxons de communautés (community) centrées sur le lieu d'habitation. Le travail communautaire est un travail d’organisation et de renforcement de la communauté de quartier. Comme aux États-Unis, la situation allemande est marquée par une tendance politique de fond : la participation des habitants à leurs propres affaires, dans une démarche d'empowerment, contraire à la tradition française reposant davantage sur la puissance publique.

### États-Unis
Aux États-Unis, le travail social a un financement privé beaucoup plus développé provenant des Églises elles-mêmes mais aussi des fondations philanthropiques des plus riches entreprises américaines.
Le travail social est une discipline professionnelle et académique engagée à la poursuite de l'aide sociale, le changement social et la justice sociale. Les travaux de terrain vers la recherche et la pratique pour améliorer la qualité de la vie et le développement du potentiel de chaque individu, groupe et communauté d'une société. Les travailleurs sociaux exercent des interventions à travers la recherche, la politique, l'organisation communautaire, la pratique directe et l'enseignement. La recherche est souvent axée sur des domaines tels que développement humain, politique sociale, administration publique, évaluation des programmes et du développement international et communautaire. Les travailleurs sociaux sont organisés au niveau local, national, continental et international dans des organismes professionnels. Le travail social, un domaine interdisciplinaire, comprend les théories de l'économie, l'éducation, la sociologie, la médecine, la philosophie, la politique, la psychologie et aussi bien qu'anti-oppressive et anti-raciste du discours.

### Canada, Québec
Activité organisée qui vise à aider l'adaptation des individus et de leur milieu social en utilisant des techniques pour permettre aux individus, aux groupes de faire face aux besoins et de résoudre leurs problèmes dans une société en constante évolution

## Accès à la profession. Formations

### En France
En France, un Institut régional du travail social (IRTS) a pour mission d'assurer une formation initiale, continue ou en apprentissage pour les futurs travailleurs sociaux. Les IRTS ont vocation à encourager la transversalité interprofessionnelle par une reconnaissance mutuelle des formations ainsi que de leurs champs de compétence respectifs. 
Au total, 22 Instituts Régionaux de Travail Social (IRTS) et 870 établissements, partenaires des IRTS, chacun présent dans une région française, assurent la formation d’environ 50 000 étudiants et professionnels par an.
L’IRTS permet aux collégiens et lycéens qui veulent rapidement entrer dans la vie active, d'obtenir un diplôme et d'exercer une profession dans le domaine du social. Cela concerne aussi les jeunes en difficulté scolaire et sans diplôme, les titulaires d'un CAP ou d'un baccalauréat professionnel qui pourront finaliser leur cursus en formation initiale ou en apprentissage.
Pour cela, les IRTS proposent des sessions d'échanges sur les pratiques et s'appliquent à rassembler les étudiants provenant de formations différentes lors de cours relevant de troncs communs. Les IRTS proposent un ensemble de différents niveaux de formations.Les formations dispensées dans un IRTS sont accessibles avec ou sans le baccalauréat. On peut y accéder soit sur concours, soit sur étude du dossier ou un entretien individuel. Les passerelles entre les diplômes d’État ou diplômes professionnels (DE) de niveau 5 sont possibles afin de permettre aux étudiants de changer rapidement d’orientation s’ils le souhaitent,.
Il existe également plusieurs cycles de formation de spécialisation en travail social. Les professionnels sont soumis à l'obligation de formation continue. Une des innovations majeures de l'évolution de la formation continue des travailleurs sociaux en France est l'oncologie sociale, également appelée socio-oncologie. Ce dispositif permet la formation complémentaire des assistants de service social qui souhaitent intervenir dans le domaine stratégique et clinique de la lutte contre les cancers. Cette formation fait aujourd'hui l'objet d'un projet de recherche piloté par la plate-forme régionale d'oncologie de Martinique.

### Au Québec
Au Québec, seuls les détenteurs d'un baccalauréat en Travail Social ou en Service Social, membres de l'ordre professionnel y étant rattaché: l'Ordre des travailleurs sociaux et des thérapeutes conjugaux et familiaux du Québec (OTSTCFQ) peuvent exercer les actes réservés aux travailleurs sociaux.
Depuis l'avènement du projet de loi 10, réformant la gouvernance du système de la santé et des services sociaux, notamment en abolissant les agences régionales et en implantant les centres intégrés de santé et de services sociaux (CISSS), les travailleurs sociaux ont de plus en plus de difficultés à accomplir leurs tâches conformément à leur philosophie professionnelle. Selon l'OTSTCFQ, cela est dû aux contraintes que la réforme a accentuées concernant les charges de cas de plus en plus lourdes, aux pressions accrues pour qu'ils effectuent une performance mesurée quantitativement et à la standardisation de plus en plus prononcée des pratiques d'intervention en travail social. Ils se retrouvent donc à ne pas pouvoir offrir des services suffisamment qualitatifs, faute de ressources disponibles. En 2017, les effets de la réforme sont visibles notamment par une augmentation de la bureaucratie et à un encadrement des services sociaux déficient dû à une perte d'efficacité de la gestion publique. Cette perte d'efficacité est constatable par la façon dont la Direction de la Protection de la Jeunesse (DPJ) gère ses dossiers en 2019. Guylaine Ouimette, la présidente de l'OTSTCFQ en 2019, estime que l'effritement des services et les délais d'attente sont préjudiciables à la sécurité des enfants au Québec. Elle estime que le manque de ressources budgétaires, la surcharge de travail et la pénurie de travailleurs sociaux donnent l'impression que les dossiers sont gérés de manière à éviter de donner des services. À la suite du décès d'une fillette de sept ans dû à un manque dans les services sociaux, le premier ministre du Québec François Legault a reconnu : « Il faut se rendre à l'évidence : on doit revoir toute notre approche », en étant appuyé à l'unanimité par tous les partis politiques.
D'autres titres comme "intervenant" ou "technicien en travail social" peuvent être disponibles aux diplômés de programmes de Techniques en travail social (des Cégep québécois), mais ceux-ci ne sont pas officiellement considérés comme thérapeutes.
Les deux approches les plus favorisées par les travailleurs sociaux du Québec sont l'approche biopsychosociale et l'approche systémique.

### En Suisse
Deux voies conduisent au principaux métiers du travail social en Suisse. La première voie, les formations professionnelles qui proposent des CFC (Certificats Fédéral de Capacité) et les formations professionnelles supérieures qui mènent à des diplômes ES (École Supérieur). La deuxième voie, les enseignements généraux qui conduisent aux HES (Haute École Spécialisée) et à trois bachelors.

#### Les diplômes généraux
- Bachelor HES de travail social orientation animation socioculturel. Ils travaillent le plus souvent dans des maisons de quartier et dans des centres socio-culturels.
- Bachelor HES de travail social orientation éducation social. Ils travaillent dans des foyers aussi bien avec des migrants, des détenus, des jeunes en difficulté ou des personnes en situation de handicap.
- Bachelor HES de travail social orientation service social. Ils travaillent dans des centres sociaux régionaux avec des personnes en difficultés socio-économiques ou dans des établissements d'accueil des migrants ou d'autres structures spécialisées, pour accompagner les personnes dans leurs difficultés particulières.

#### Les diplômes professionnels
- CFC d'assistant socio-éducatif ou d'assistante socio-éducative. Le plus souvent ils assistent dans leurs tâches des éducateurs/éducatrices de l’enfance ou des éducateurs/éducatrices social.
- Diplôme ES d’éducateur/éducatrice de l’enfance. Ils travaillent, dans un lieu d’accueil collectif extrafamilial pour l’encadrement socio-éducatif des enfants jusqu’à 12 ans.
- Diplôme ES d’éducateur/éducatrice social. Ils travaillent dans des foyers aussi bien avec des migrants, des détenus, des jeunes en difficulté ou des personnes en situation de handicap.
- Diplôme ES de maître socioprofessionnel ou maîtresse socioprofessionnelle. Ils gèrent le plus souvent des ateliers ou ils font le lien entre des personnes en situation de handicap en âge de travailler et le premier marché du travail.
- Diplômes de l'animation socioculturelle et socioéducative
- BP JEPS spécialité animateur socioculturel